# Astra A-80
L'Astra A-80 è una pistola semi-automatica a doppia azione, realizzata in diversi calibri dalla spagnola Astra-Unceta y Cia SA. È simile alla SIG-Sauer P220 e dispone di una leva abbatticane per la messa in sicura.